# Gerhard Rupprath
Gerhard Rupprath (* 4. April 1945 in Worbis) ist ein deutscher Kinderarzt. Von Februar 1986 bis August 2013 war er Chefarzt der Kinderklinik am Westpfalz-Klinikum in Kaiserslautern. Er ist außerplanmäßiger Professor an der Georg-August-Universität in Göttingen.
Der Schwerpunkt seiner Tätigkeit liegt im Aufbau eines kinderkardiologischen Zentrums mit überregionaler Bedeutung in Kooperation mit der Herzchirurgie und Inneren Medizin des Westpfalzklinikums sowie Ausbau der Neonatologie und Intensivmedizin im Rahmen des perinatologischen Schwerpunktes.

## Leben
Sein Studium absolvierte er in Marburg und Göttingen, wo er 1972 sein Staatsexamen ablegte und promovierte. Anschließend genoss er am städtischen Krankenhaus in Kassel unter Helmut Wolf eine pädiatrische Ausbildung. 1978 wurde er Facharzt für Kinderheilkunde. Anschließend bildete er sich in pädiatrischer Kardiologie an der Universitätskinderklinik Göttingen weiter, wo er von 1979 bis 1986 als Oberarzt unter Alois J. Beuren arbeitete. Während dieser Zeit habilitierte er im Gebiet der Kinderheilkunde, speziell der Kinderkardiologie über zweidimensionale Echokardiographie bei komplexen zyanotischen Herzfehlern. Als erster führte er in Deutschland 1984 Ballonerweiterungen von angeborenen Engen der Aorten- und Pulmonalklappe durch. Bei Neugeborenen mit kritischer Aortenstenose sogar weltweit zum ersten Mal (3).

## Schriften
- als Mitautor: Late results after Rastelli correction in transposition of the great arteries (author's transl). In: Zeitschrift für Kardiologie. 69, (1980), S. 515–519. PMID 7445652.
- als Mitautor: Pericarditis in meningococcal meningitis (author's transl). In: Klin Padiatr. 193, 1981, S. 322–324. PMID 7265802.
- als Mitautor: Conduit repair for complex congenital heart disease with pulmonary atresia or right ventricular outflow tract obstruction. Part II: early and late hemodynamic and echocardiographic findings. In: Thorac Cardiovasc Surg. 29, 1981, S. 337–344. PMID 6179214.
- als Mitautor: Differential diagnosis of inflammatory heart diseases using two-dimensional echocardiography. In: Monatsschr Kinderheilkd. 130, 1982, S. 498–502. PMID 7133005.
- als Mitautor: The durability of bioprostheses in young people. Long-term results with intra- or extracardiac implanted porcine valves. In: J Cardiovasc Surg. 26, 1985, S. 251–257. PMID 3158663.
- mit K. L. Neuhaus: Percutaneous balloon valvuloplasty for aortic valve stenosis in infancy In: Am J Cardiol. 55, 1985, S. 1655–1656. PMID 3159253.
- als Mitautor: Long-term results after mitral and aortic valve replacement in childhood and adolescence. In: Z Kardiol. (1986) 75 Suppl 2:312-316. PMID 2425503.
- mit K. L. Neuhaus: Valvuloplasty of congenital aortic stenosis. In: Herz. 13, 1988, S. 24–31. PMID 3371843.